# Trichonis theanus
Trichonis theanus är en fjärilsart som beskrevs av Pieter Cramer 1779. Trichonis theanus ingår i släktet Trichonis och familjen juvelvingar. Inga underarter finns listade i Catalogue of Life.